# 布德镇
布德镇，是中华人民共和国四川省攀枝花市仁和区下辖的一个乡镇级行政单位。

## 行政区划
布德镇下辖以下地区：
布德社区村、中心社区村、新桥村、猛粮坪村、巴关河村和老村子村。